# Cremastus subtilis
Cremastus subtilis là một loài tò vò trong họ Ichneumonidae.